# Воєводство
Воєво́дство — назва адміністративно-територіальних одиниць:

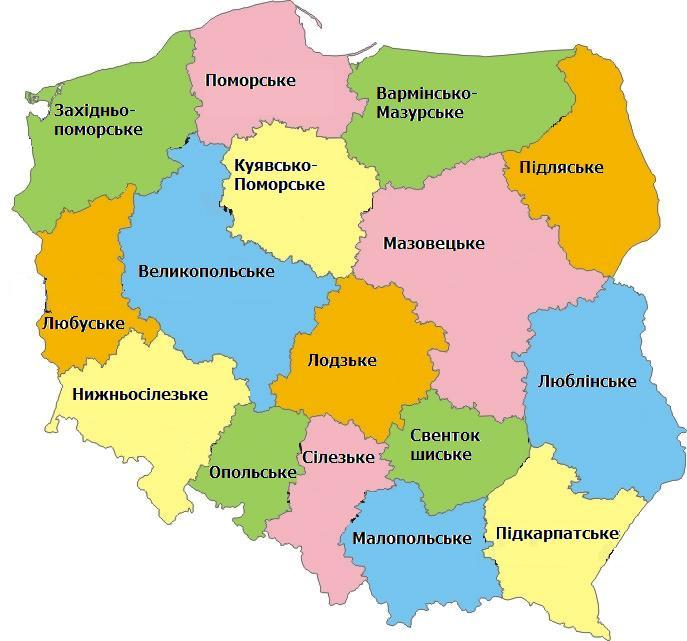
Воєводства Польщі

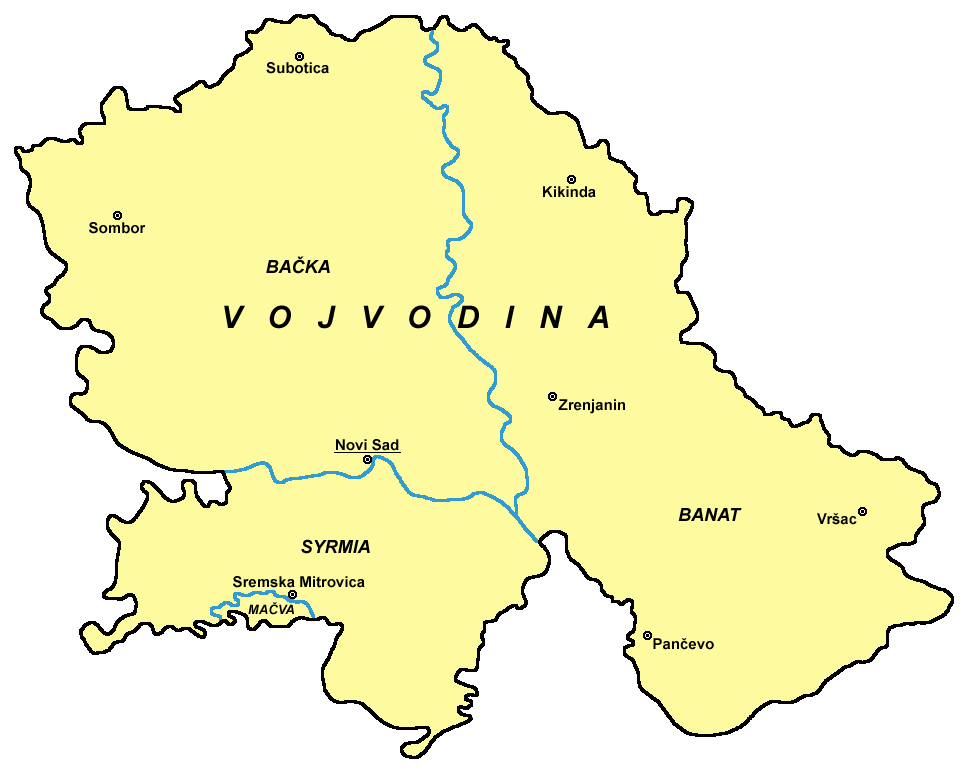
Воєводина

1. Адміністративно-територіальна одиниця Русі. 
Найбільшими адміністративно-територіальними одиницями тих часів були землі (Київська, Волинська, Полоцька і так далі) на чолі якої стояв удільний князь. Земля своєю чергою поділялася на воєводства, на чолі кожного з яких стояв воєвода, який підкорявся безпосередньо князю.
2. Адміністративна територіальна одиниця Великого князівства Литовського і Королівства Польського у XV—XVIII століттях. 
Очолював воєвода. На українських землях у складі Речі Посполитої існували Белзьке, Берестейське, Брацлавське, Волинське, Київське, Підляське, Подільське, Руське і Чернігівське воєводства.
3. Адміністративно-територіальна одиниця у Польщі у 1921–1939 роках. 
Українські землі входили до складу шести воєводств: Волинського, Люблінського, Львівського, Поліського, Станиславівського і Тернопільського.
4. Адміністративно-територіальна одиниця у сучасній Польщі.